# 凤阁岭镇
凤阁岭镇，是中华人民共和国陕西省宝鸡市陈仓区下辖的一个乡镇级行政单位。

## 行政区划
凤阁岭镇下辖以下地区：
凤阁岭村、建河村、毛家庄村、通关河村、鸭下岭村、张家川村、大岭山村、泉义村、孙家村和后排村。